# SK Sturm Graz
O SK Sturm Graz é um clube de futebol austríaco, com sede em Graz, Estíria. O clube foi fundado em 1909 e as cores do clube são preto e branco. Até hoje, o clube venceu o Campeonato cinco vezes (1998, 1999, 2011,  2024 e 2025); além disso, participou várias vezes da Liga dos Campeões da UEFA e da Liga Europa da UEFA. Seu maior rival é o Grazer AK, também de Graz.
O Sturm Graz é o segundo time que mais conquistou títulos nacionais na Áustria desde o surgimento do Red Bull Salzburg em 2005, conquistando  4 Copas da Áustria e 3 Campeonatos Austríacos no período. 
Na temporada 2022-23 o Sturm Graz venceu o Red Bull Salzburg nas quartas de final da Copa da Áustria impedindo o penta campeonato consecutivo dos touros vermelhos. Na final competição se sagrou campeão ao vencer o tradicional Rapid Viena que não conquista a Copa  nacional desde 1995.
Na temporada 2023-24 o time conseguiu a "dobradinha" sendo campeão do Campeonato Austríaco e da Copa Nacional. Além disso o Sturm Graz quebrou a hegemonia do Red Bull Salzburg que era o atual decacampeão consecutivo da Bundesliga, voltando a ganhar o título após 12 anos.
Foi novamente campeão austríaco em 2024-25, após empatar em casa com o Wofsberger. 

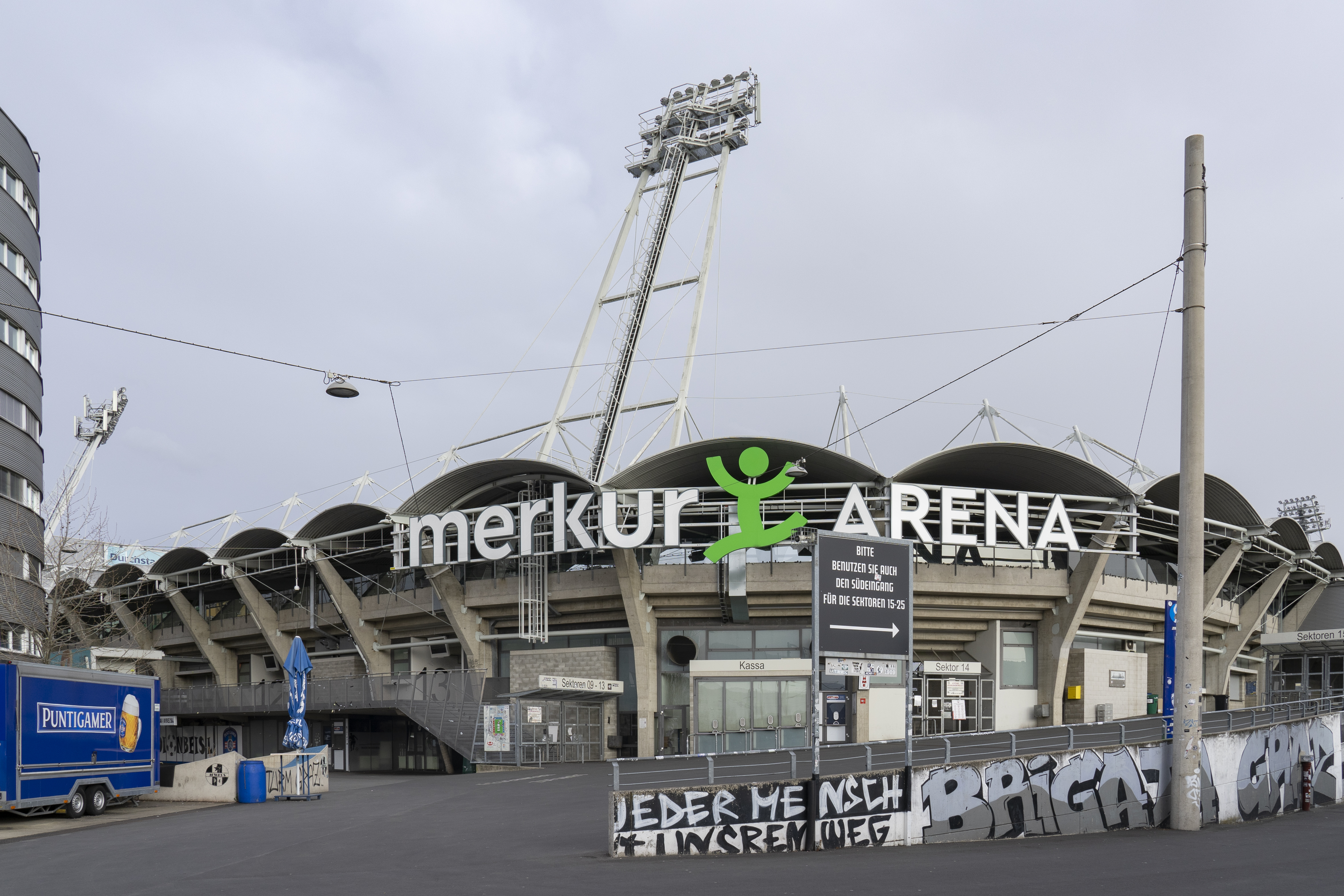
Merkur Arena para mais de 16.000 espectadores.

## Títulos
| NACIONAIS | NACIONAIS            | NACIONAIS | NACIONAIS                                                      |
|           | Competição           | Títulos   | Temporadas                                                     |
| --------- | -------------------- | --------- | -------------------------------------------------------------- |
|           | Campeonato Austríaco | 5         | 1997-98, 1998-99, 2010-11, 2023-24 e 2024-25                   |
|           | Copa da Áustria      | 7         | 1995-96, 1996-97, 1998-99, 2009-10, 2017-18, 2022-23 e 2023-24 |
|           | Supercopa da Áustria | 3         | 1996, 1998 e 1999                                              |

## Elenco atual
Última atualização: 15 de maio de 2025.

## Uniformes

### 1º uniforme
| 2019–2020 | 2018–2019 | 2017–2018 | 2016–2017 |

### 2º uniforme
| 2019–2020 | 2018–2019 | 2017–2018 | 2016–2017 |

### 3º uniforme
| 2019–2020 | 2018–2019 | 2017–2018 |